# Кайседо, Луис Альберто
Луис Альберто Кайседо Москера (англ. Luis Alberto Caicedo Mosquera; род. 18 мая 1996, Апартадо, Колумбия) — колумбийский футболист, полузащитник.

## Клубная карьера
Кайседо — воспитанник португальского клуба «Спортинг». Для получения игровой практики он выступал за молодёжный состав. Летом 2015 года Кайседо вернулся на родину, став игроком клуба «Кортулуа». 21 ноября в матче против «Ла Экидад» он дебютировал в Кубке Мустанга. 20 августа 2016 года в поединке против «Хагуарес де Кордова» Луис забил свой первый гол за «Кортулуа».
8 марте 2018 года Кайседо был взят в аренду клубом MLS «Нью-Инглэнд Революшн» на сезон с опцией выкупа. В главной лиге США он дебютировал 24 марта в матче против «Нью-Йорк Сити», заменив Тила Банбери на 88-й минуте. 14 июля в поединке против «Лос-Анджелес Гэлакси» он забил свой первый гол в MLS, а также отдал голевую передачу. По окончании сезона 2018 «Нью-Инглэнд Революшн» выкупил Кайседо. Из-за травмы колена он пропустил весь сезон 2020. В марте 2021 года Кайседо получил грин-карту и в MLS перестал считаться иностранным игроком. По окончании сезона 2021 срок контракта Кайседо с «Нью-Инглэнд Революшн» истёк.
В январе 2022 года Кайседо вернулся в «Кортулуа».
23 февраля 2023 года Кайседо вернулся в MLS, подписав контракт с «Хьюстон Динамо» на сезон 2023 с опциями продления на сезоны 2024 и 2025. За «Динамо» он дебютировал 4 марта в матче против своего бывшего клуба «Нью-Инглэнд», выйдя на замену во втором тайме вместо Артура. 23 августа в полуфинале Открытого кубка США 2023 против «Реал Солт-Лейк» он забил свой первый гол за «Динамо».

## Достижения
Командные
 «Нью-Инглэнд Революшн»
- Победитель регулярного чемпионата MLS: 2021

 «Хьюстон Динамо»
- Обладатель Открытого кубка США: 2023